# صموئيل وودز
صموئيل وودز (بالإنجليزية: Samuel Woods)‏ (1871 بغلاسكو في المملكة المتحدة - ) هو لاعب كرة قدم بريطاني (وحمل سابقاً جنسية المملكة المتحدة لبريطانيا العظمى وأيرلندا) في مركز الهجوم. لعب مع ستوك سيتي ونادي غرينوك مورتون.